# 佐藤玲羅
佐藤 玲羅（さとう れいら）は日本の女性声優。主にアダルトゲームに声をあてている。

## 出演作品

### ゲーム

#### 2007年
- 触区 〜学園妖触譚〜（南森 早苗）
- NOZOKI魔2 〜女子校生恥辱のアングル〜（長門 凛）

#### 2008年
- 淫辱の性姫 〜快姦ニ堕チタ姫〜（ノルン）
- お母さんは俺専用! 〜あなたの初めてを…お母さんが買ってア・ゲ・ル〜（木下 優衣子）
- 犯ワレルココロ 〜隷属調教〜（陸奥 縁）
- 姦淫特急 満潮（長居 久美子）
- W触区 -新・学園妖触譚-（マルグリット・オーウェル）
- 超外道勇者（ラン・カーチス）
- 特命捜査官 真衣 〜身も心も堕とされて（麗華）
- 凌辱スカウト 〜アイドル専属契約〜（八島 玲）
- 凛辱の城 傀儡の王（ランシング・アデナウアー）
- レースクイーン 人妻陵辱輪姦（志摩 沙耶香）

#### 2010年
- 人妻商店街 〜売り物はわ・た・し（下田 千幸）

#### 2011年
- VenusBlood -ABYSS-（サラーキア・コーデュロイ）[1]
- 純聖天使プリミティ☆シエル 〜セカイと共に堕ちる少女たち〜（神奈 詩織/プリミティ・ノエル）[2]

#### 2012年
- VenusBlood -FRONTIER-（フレイヤ）[3]